# Abylopsis eschscholtzi
Abylopsis eschscholtzi är en nässeldjursart som först beskrevs av Huxley 1859.  Abylopsis eschscholtzi ingår i släktet Abylopsis och familjen Abylidae. Inga underarter finns listade i Catalogue of Life.